# Ehrenerklärung
Die Ehrenerklärung (lateinisch declaratio honoris) ist eine schriftliche oder mündliche Versicherung einer Person (oder einer Personengruppe), dass man eine andere Person (oder Personengruppe) – den (die) Beleidigten – hinsichtlich ihrer Ehrenhaftigkeit verkannt habe und sie in ihrer Würde vollkommen anerkenne.
Die Verpflichtung zur Abgabe einer Ehrenerklärung war Teil der historischen Abbitte. In der Gegenwart kann sie z. B. Bestandteil eines Vergleichs bei außergerichtlicher Streitschlichtung (Schiedsmannsvergleich), eines arbeitsgerichtlichen oder eines Zivilverfahrens (Schadenersatzklage wegen Verletzung der persönlichen Ehre) sein.
Eine Ehrenerklärung hat keine rechtlich bindenden Folgen (im Gegensatz zum Eid). Versichert eine Person ihre eigene Ehrenhaftigkeit, so ist dies keine Ehrenerklärung, sondern wird als Ehrenwort bezeichnet.

## Beispiele
Gemäß der Forderung aus Artikel 1 der Himmeroder Denkschrift vor dem Hintergrund der deutschen Wiederbewaffnung gab der damalige Oberbefehlshaber der NATO-Streitkräfte, Dwight D. Eisenhower, gegenüber Bundeskanzler Konrad Adenauer am 23. Januar 1951 eine Ehrenerklärung für die Soldaten der Wehrmacht ab (siehe auch Geschichte der Bundeswehr).
Im selben Zusammenhang gab dann am 3. Dezember 1952 Konrad Adenauer ebenfalls eine Ehrenerklärung für die Soldaten der Wehrmacht vor dem Deutschen Bundestag ab. Diese Erklärung wurde am 17. Dezember 1952 auch auf die Angehörigen der Waffen-SS erweitert.

## Definitionen
- Definition von Krünitz:[4] „Eine feyerliche Erklärung, daß man jemanden, dessen Ehre oder guten Namen man angegriffen, für eine ehrliche Person erkenne. Es findet dergleichen nur in zweifelhaften Injurienfällen statt; und wenn der Beklagte selbige vor Gericht leistet, läßt Kläger sich daran billig begnügen, und darf auch jener den gehabten Willen und Vorsatz, den andern zu injuriren oder zu beschimpfen, nicht abschwören. Zuweilen muß auch sogar ein Vorgesetzter seinem Subalternen, dem er Unrecht gethan hat, nach Gelegenheit mündlich und schriftliche Ehrenerklärung thun.“
- Definition von Pierer[5]: „Die Versicherung, daß man den Werth u. die Ehrenhaftigkeit des Beleidigten anerkenne. Ehrenerklärung u. Abbitte (declaratio honoris et deprecatio injuriae), die Genugthuung, welche nach Deutschem Rechte der Beleidigte von dem Beleidiger dahin verlangen kann, daß der Letztere in förmlicher Weise zu erklären hat, er habe durch die dem Anderen zugefügte Beschimpfung die Ehre desselben nicht beeinträchtigen wollen u. nehme dieselbe hiermit zurück. Die Form der Ableistung ist nach Particularrechten sehr verschieden bestimmt; meist hat sie vor Gericht zu erfolgen u. manche ältere Gesetze kannten dabei verschiedene Schärfungen, wie z. B. knieende Abbitte, Abbitte vor dem Scharfrichter, vor öffentlicher Gemeinde etc. Die neuere Zeit hat indessen erkannt, daß wenigstens die Abbitte nicht immer eine wirklich dem Zweck entsprechende Genugthuung bietet, weshalb die neueren Strafgesetzgebungen dieselbe nicht mehr aufgenommen u. dafür meist nur das substituiert haben, daß der Beleidigte eine beglaubigte Abschrift des den Beleidiger verurtheilenden Straferkenntnisses erhält u. bei öffentlichen Beschimpfungen verlangen kann, daß dasselbe auf Kosten des Beleidigers öffentlich bekannt gemacht werde.“